# Thecla brocela
Thecla brocela är en fjärilsart som beskrevs av Dyar 1913. Thecla brocela ingår i släktet Thecla och familjen juvelvingar. Inga underarter finns listade i Catalogue of Life.